# Медаль «За отличие в охране общественного порядка»
Меда́ль «За отли́чие в охра́не обще́ственного поря́дка» — государственная награда Российской Федерации. Учреждена Указом Президента Российской Федерации от 2 марта 1994 года № 442 «О государственных наградах Российской Федерации».
Медалью «За отличие в охране общественного порядка» награждаются сотрудники органов внутренних дел, уголовно-исполнительной системы, военнослужащие войск национальной гвардии Российской Федерации и другие граждане России за заслуги в охране общественного порядка и борьбе с правонарушениями. По состоянию на 2014 год количество награждённых ею составляло более 50 тысяч человек.
Награда является прямой преемницей советской медали «За отличную службу по охране общественного порядка», учреждённой в 1950 году. Медаль «За отличие в охране общественного порядка» также существует в наградной системе Беларуси.

## История
Указом Президиума Верховного Совета СССР от 1 ноября 1950 года была учреждена медаль «За отличную службу по охране общественного порядка», которая стала первой в СССР специализированной наградой, вручавшейся за заслуги в охране общественного порядка и борьбе с преступностью. Рисунок награды был разработан художником П. М. Веременко.
Медалью «За отличную службу по охране общественного порядка» награждались сотрудники органов внутренних дел, военнослужащие внутренних войск, члены добровольных народных дружин, а также прочие граждане, принимавшие активное участие в охране общественного порядка и проявившие при этом храбрость и самоотверженность. Как отмечает исследователь, кандидат юридических наук М. А. Рогов, к 40-й годовщине Октябрьской революции награды были удостоены более 5 тысяч человек, а к 1991 году общее количество награждённых составляло 47 тысяч.
25 декабря 1991 года, согласно принятому Верховным Советом республики закону, РСФСР была переименована в Российскую Федерацию. 26 декабря 1991 года СССР прекратил своё существование, Россия выделилась из него как независимое государство. 21 апреля 1992 года Съезд народных депутатов России утвердил переименование, внеся соответствующие поправки в Конституцию РСФСР, которые вступили в силу 16 мая 1992 года с момента опубликования. Указом Президиума Верховного Совета Российской Федерации от 2 марта 1992 года № 2424-1 до принятия закона о государственных наградах в наградной системе России были сохранены некоторые знаки отличия, существовавшие в СССР, в том числе медаль «За отличие в охране общественного порядка». Внешний вид медали практически не изменился, за исключением того, что на реверсе вместо герба СССР был помещён герб РСФСР.
Указом Президента России от 2 марта 1994 года № 442 «О государственных наградах Российской Федерации» вместе с другими наградами была учреждена медаль «За отличие в охране общественного порядка». Она стала прямой преемницей медали «За отличную службу по охране общественного порядка». А. М. Рогов отмечает, что различия во внешнем виде и положениях обеих наград оказались незначительными.
В Положение о медали «За отличие в охране общественного порядка» неоднократно вносились изменения, в частности, президентскими указами от 6 января 1999 года, 19 ноября 2003 года и 7 сентября 2010 года.

## Положение о медали
Согласно положению о награде, утверждённому Указом Президента Российской Федерации от 7 сентября 2010 года № 1099 «О мерах по совершенствованию государственной наградной системы Российской Федерации», медалью награждаются сотрудники органов внутренних дел Российской Федерации, учреждений и органов уголовно-исполнительной системы, военнослужащие и лица, проходящие службу в войсках национальной гвардии Российской Федерации и имеющие специальные звания полиции, другие военнослужащие «за смелость и отвагу, проявленные при охране общественного порядка и в борьбе с правонарушениями, за высокие показатели в служебной деятельности и другие заслуги в период прохождения службы, а также иные граждане за содействие органам внутренних дел Российской Федерации в их работе по охране общественного порядка».
Награждение медалью «За отличие в охране общественного порядка» может быть произведено посмертно.
Медаль носится на левой стороне груди, при наличии других медалей Российской Федерации она располагается после медали «Защитнику свободной России». С 2011 года предусмотрено ношение миниатюрной копии медали «За отличие в охране общественного порядка», которая располагается после миниатюрной копии медали «Защитнику свободной России».
При ношении на форменной одежде ленты медали «За отличие в охране общественного порядка» на планке она располагается после ленты медали «Защитнику свободной России».

## Описание
Медаль «За отличие в охране общественного порядка» изготавливается из серебра. Она имеет форму круга диаметром 32 мм с выпуклым бортиком с обеих сторон. На лицевой стороне медали, в центральной части, размещена надпись в пять строк: «ЗА ОТЛИЧИЕ В ОХРАНЕ ОБЩЕСТВЕННОГО ПОРЯДКА». Надпись окружена венком из лавровых и дубовых ветвей, обвитых лентой. В нижней части венка помещено изображение щита. Все изображения на аверсе награды — рельефные. На реверсе медали размещается номер медали.
Медаль при помощи ушка и кольца соединяется с пятиугольной колодкой, обтянутой шелковой, муаровой лентой синего цвета с двумя узкими красными полосками посередине и широкими красными полосками по краям ленты. Ширина ленты составляет 24 миллиметра, ширина узких полосок — 1 миллиметр, а ширина широких полосок — 5 миллиметров.
При ношении на форменной одежде ленты медали «За отличие в охране общественного порядка» используется планка высотой 8 мм, ширина ленты — 24 мм. Предусмотренная Положением миниатюрная копия диаметром 16 миллиметров медали носится на колодке.

## Награждения
Согласно журналу «Коммерсантъ Власть», по состоянию на март 2014 года количество награждённых медалью «За отличие в охране общественного порядка» составляло более 50 тысяч. Специальные льготы для лиц, удостоенных награды, законодательством не предусмотрены.
Первое награждение медалью было произведено 28 июня 1994 года. Указом президента России Бориса Ельцина за «активное участие в борьбе с преступностью на железнодорожном транспорте» награды были удостоены работники отрядов военизированной охраны МПС России на  Южно-Уральской железной дороге: проводник служебной собаки Челябинского отряда военизированной охраны Алексей Михайлович Ефимов, старший стрелок Оренбургского отряда военизированной охраны Сергей Борисович Зарецкий и начальник стрелковой команды Орского отряда военизированной охраны Алексей Иванович Матвеев. 
Как отмечалось в издании «Коммерсантъ Власть», медалью массово награждались сотрудники милиции, откомандированные на службу в Чечню. Также известно, что глава Чеченской Республики, генерал-майор МВД Рамзан Кадыров был удостоен данной награды дважды.
26 апреля 2013 года медалью «За отличие в охране общественного порядка» были награждены подполковник внутренней службы Алексей Едрышов, старший лейтенант юстиции Дмитрий Коновалов и лейтенант внутренней службы Александр Самсоненко, принимавшие непосредственное участие в задержании массового убийцы Сергея Помазуна, 22 апреля 2013 года застрелившего 6 человек в центре Белгорода.

## В Беларуси
Медаль «За отличие в охране общественного порядка» (бел. Медаль «За адзнаку ў ахове грамадскага парадку»), имеющая внешнее сходство с российской, существует и в наградной системе Беларуси. Она была учреждена 13 апреля 1995 года Законом Республики Беларусь 13 апреля 1995 года № 3726-XII «О государственных наградах Республики Беларусь».
Согласно статуту медали, ею награждаются военнослужащие внутренних войск, лица начальствующего и рядового состава органов внутренних дел, органов финансовых расследований Комитета государственного контроля Республики Беларусь, органов и подразделений по чрезвычайным ситуациям, другие граждане за заслуги в охране общественного порядка, борьбе с преступностью и другими правонарушениями.

## Комментарии
1. ↑  В редакции Указа Президента Российской Федерации от 7 декабря 2016 года № 657 в связи с созданием на базе внутренних войск МВД России войск национальной гвардии Российской Федерации, входящих в структуру Федеральной службы войск национальной гвардии Российской Федерации, в пункте 1 Положения о медали «За отличие в охране общественного порядка» слова «военнослужащие внутренних войск Министерства внутренних дел Российской Федерации» были заменены словами «учреждений и органов уголовно-исполнительной системы, военнослужащие и лица, проходящие службу в войсках национальной гвардии Российской Федерации и имеющие специальные звания полиции».
2. ↑  До 2010 года предусматривалось ношение медали «За отличие в охране общественного порядка» при наличии других медалей Российской Федерации после медали «За отличие в охране государственной границы», затем — после медали Пушкина. В редакции Указа Президента Российской Федерации от 16 декабря 2011 года № 1631 в пункте 2 Положения о медали «За отличие в охране общественного порядка» слова «медали Пушкина» были заменены словами «медали „Защитнику свободной России“».
3. ↑  В редакции Указа Президента Российской Федерации от 16 декабря 2011 года № 1631 Положение о медали «За отличие в охране общественного порядка» было дополнено пунктом 2 (1) следующего содержания: «Миниатюрная копия медали „За отличие в охране общественного порядка“ носится на колодке. Диаметр миниатюрной копии медали — 16 мм».